# Seyten Köli
Seyten Köli är en saltsjö i Kazakstan.   Den ligger i oblystet Pavlodar, i den nordöstra delen av landet, 500 km öster om huvudstaden Astana. Arean är 15,6 kvadratkilometer.